# Novokievlianka
Novokievlianka (en rus: Новокиевлянка) és un poble del krai de Krasnoiarsk, a Rússia, segons el cens del 2010 tenia 52 habitants. Pertany al districte municipal d'Àban.